# Gramercy
Gramercy – miasto w Stanach Zjednoczonych, w stanie Luizjana, w parafii St. James.